# 丁玲
丁玲（1904年10月12日—1986年3月4日），原名蒋伟，字冰之，笔名彬芷、从喧等，女，湖南临澧人，中国现代女性主义作家、社会活动家，中国共产党党员。

## 生平

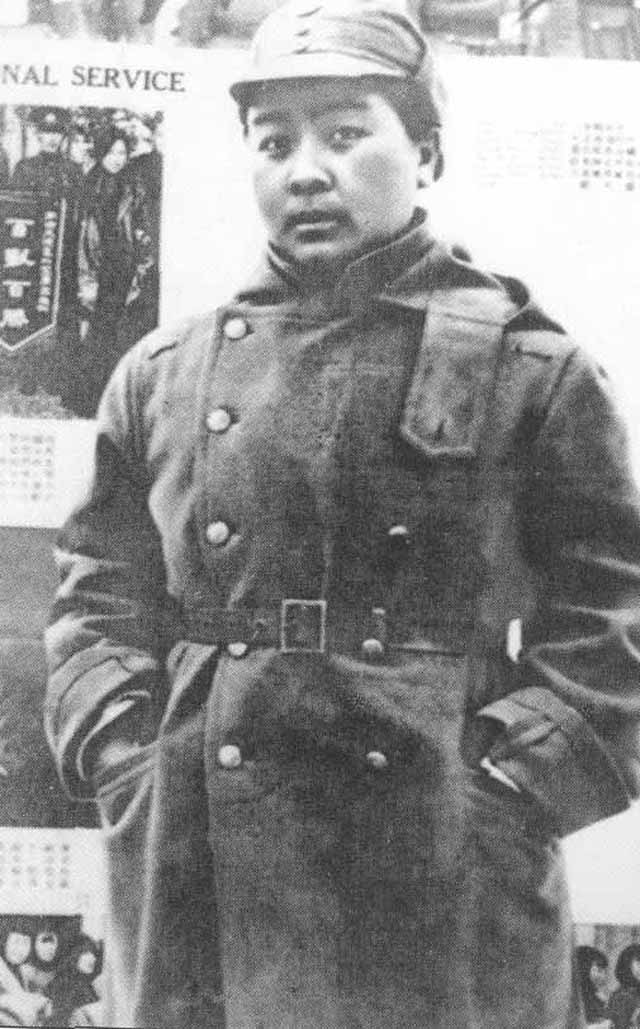
抗日战争时期的丁玲

### 早年
1904年10月12日，丁玲生于湖南省福县西乡黑胡子冲村（今临澧县佘市镇高丰村）；父亲蒋保黔为清末秀才，在丁玲4岁时去世。母亲余曼贞借钱读了湖南省立第一女子师范学校，与向警予是要好的同学，从那里接受了很多新思想，后来在小学教书，经济拮据，常常把丁玲寄养在三舅父家。
1919年，丁玲小学毕业，考入桃源县的湖南省第二女子师范学校预科，经历了五四学潮。与王剑虹同学。1920年，转入长沙周南女中，学校后来变得很保守，丁玲读了一年后退学。1921年，转入岳云中学，与杨开慧是同学。
1922年夏，好友王剑虹从上海回乡，带丁玲前往上海，进入共产党主持的平民女校，改名丁玲。1923年，与王剑虹共入上海大学中文系旁听。
1924年，王剑虹与老师瞿秋白相爱并同居，丁玲于夏季只身赴北京，欲进北京大学学习，无果。通过室友曹孟君的男友左恭认识《京报》副刊编辑胡也频，两人见过两三次面，丁玲暑假回老家时，胡也频贸然追到湖南。丁玲回忆说，“我们的思想、性格、感情都不一样，但他的勇猛、热烈、执拗、乐观和穷困都惊异了我。...他还是一块毫未经过雕琢的璞玉，比起那些光滑的烧料玻璃珠子，不知高到什么地方去了。因此我们一下就有了很深的友谊”。
1925年，与胡也频在北京同居，“却实在没有发生夫妻关系”，因为“我丁玲不愿用恋爱或结婚来羁绊我，我是一个要自由的人”，直到二人三年后结婚。

### 文坛新秀、爱情与政治觉醒
1927年12月，在北平写成并发表第一篇小说《梦珂》，刊登在《小说月报》，描写一位出生于没落官僚家庭的年轻女性在上海生活的挣扎，初显文学天赋，也初显对妇女问题的关切，得到主编叶圣陶的赞赏。
1928年2月，小说《莎菲女士的日記》发表在《小说月报》，以大胆而细腻的笔法刻画了一位在三角恋中纠结的女性，轰动文坛。這時丁玲和胡也頻從北京到上海，同年三月至七月曾到杭州短暫居住，之後又回到上海。在上海這個資訊發達，各種文學、社會活動蓬勃活躍的大城市，丁玲和胡也頻逐漸受到共產黨革命以及「革命文學」的影響。10月，她出版了第一本小说集《在黑暗中》。
在这前后她认识了共产党员冯雪峰，他的政治追求与胡也频的远离政治截然不同，丁玲陷入恋爱。2月底三人到杭州长谈，冯雪峰退出，丁玲与胡也频结婚，住在上海。丁玲后来回忆：“跟胡也频住了两年半了，我从来就没有说同意两个人结婚，可我也没有拒绝人家对我的感情，人家给了我很多东西，我没有拒绝。...尽管我们两个有约，我们可以随时分开，我们不是夫妻，但是形式上人家看我们是夫妻嘛。那我讲人情上，讲道理，只能丢雪峰。”
1928年夏天，丁玲和胡也频这一对情侣从北京经杭州移居上海，住在上海法租界萨坡赛路（今淡水路）196号的石库门房子。他们又和沈从文三人在隔壁的萨坡赛路204号创办红黑出版社，出版《红黑》杂志。随后，开始出版“二百零四号丛书”。1929年初又为人间出版社编辑出版《人间》杂志。不久两本杂志都宣告停刊。他们的生活陷入窘境，靠丁玲母亲寄来的房租为生。这时他们搬到了附近的吕班路（今重庆南路）205弄万宜坊60号居住。
1929年冬天，丁玲完成长篇小说《韋護》，取材自丁玲好友王劍虹與共產黨員瞿秋白之間的戀愛故事，文学风格开始“在儿女之情以外，加上一点革命的东西”。
1930年2月，胡也频去济南在山东省立高级中学教书，不久丁玲也到济南，胡也频接受并开始积极宣传马列主义，引起国民党的注意。5月，因得知胡也频将被抓捕，二人逃回上海，并加入中国左翼作家联盟。11月，与胡也频的儿子出生，由外祖母抚养时取名蒋祖麟，跟随丁玲原姓，后来改名蒋祖林。
1931年1月17日，胡也频被国民党政府逮捕，2月7日在龙华被枪毙，丁玲強忍傷痛，將出生未滿百日的兒子送回湖南交給母親照顧，自己仍回到上海。也是在這個時候她受到共產黨的照顧和社會主義革命思潮、理想的洗禮，共產黨及其所主張的政治理想和革命工作在很大的程度上支持、幫助她度過喪夫後最痛苦難熬的一段時光，並讓她脫胎換骨，走上全新的生命道路。5月丁玲出版了自己與胡也頻的作品集《一個人的誕生》，以紀念胡也頻的犧牲。按照中共中央宣传部的安排，她参与创办与主编左联刊物《北斗》。11月与翻译冯达同居。1932年3月，丁玲加入中国共产党，接替錢杏邨擔任左聯黨團書記一職，1933年春移居虹口昆山花园路7号。

### 南京囚居
1933年5月，与冯达一起遭国民党政府逮捕，秘密送到南京软禁关押。很长一段时间里国民党政府否认逮捕丁玲，许多丁玲的同志朋友以为她已去世。當時《良友畫報》上還刊登其失蹤訊息。
1933年9月，丁玲在劝说之下，写了一张“条子”：“因误会被捕，生活蒙受优待，未经过什么审刑，以后出去后，不活动，愿家居读书养母...”，她以为这能使她获得释放，但结果并没有。这张条子后来成为丁玲历史问题审查的核心，几次审查有不同结论，从1945年的“失了气节”，到1956年的“变节行为、对党不够忠诚老实”，到1975年的“叛徒、敌我矛盾”，1979年撤销1975年的结论、维持1956年的结论，最后1984年认定为“只是为了应付敌人，表明对革命消沉态度，没有污蔑党、泄露党的秘密和向敌自首的言词。...决定为丁玲同志彻底恢复名誉”。
1934年4月，冯达在国民党机关做翻译，国民党也给丁玲每月100元生活费，二人仍在软禁状态，但有了多一点的自由。接受生活费也成为丁玲日后政治审查的一个问题。10月，生下与冯达的女儿蒋祖慧。
1936年7月，由冯雪峰安排，张天翼接头，坐火车逃离南京，来到上海，在中秋節當晚從藏身的上海友人家出逃，於十月初到達西安。

### 陕北生活
1936年11月，抵达陕北，她首先推動「中國文藝協會」的成立，擔任文協主任，抗日戰爭爆發後，擔任「西北戰地服務團」主任，於 1937年九月底帶領服務團由延安出發，在陕西、山西等戰地前線進行慰勞和宣傳抗日的演出活動，至 1938 年七月返回延安。之後在延安馬列學院學習並從事創作，1939年底到陕甘寧邊區文化協會工作。
丁玲可以说是从国统区来到苏区的最著名的作家，她受到热烈的欢迎，跟很多中共上层领导都保持密切的关系。1936年底，毛泽东作了一首《临江仙》赠给她，“壁上红旗飘落照，西风漫卷孤城，保安人物一时新，洞中开宴会，招待出牢人，纤笔一支谁与拟，三千毛瑟精兵，阵图开向陇山东，昨日文小姐，今日武将军”。她也积极地融入这里的生活，上前线、到各处体验生活，积极参与文化建设。
1940年9月，因为在南京的经历，丁玲受到一些怀疑，听到一些风言风语，她要求组织给自己做出结论，审查之中，她没有讲她写过的那张“条子”，审查过关了。10月4日，《中央组织部审查丁玲同志被捕被禁经过的结论》说，“根据现有材料看来，说丁玲同志曾经自首没有具体证明，因此，自首的传说不能凭信。但丁玲同志没有利用可能（虽然也有顾虑）及早离开南京（应该估计到住在南京对外影响是不好的）。这种处置是不适当的。...应该认为丁玲同志仍然是一个对党对革命忠实的共产党员”。最后一句话是毛泽东亲自加上去的。
1941年5月起擔任中共中央機關報《解放日報》文藝欄主編，丁玲创作成果丰盛，“丁玲这一时期的创作由开始时的单纯的歌颂转变为对现实更真实更深刻的描写，她把更多的精力用在了对革命队伍内部那种消极腐朽现象的揭露和针砭上”，有三篇比较突出的作品，后来都多少受到批判：
- 短篇小说《我在霞村的时候》，发表于1941年6月《中国文化》，根据真实故事改编，描写一位年轻的农村女子被日本军掳掠去日据区糟蹋，还得了性病，然后她借着自己的特殊身份帮助游击队做抗日的工作，但她的屈辱经历使得她受到自己的村邻冷落和非议。丁玲说女主人公贞贞“寄托了我的感情”，因为她“寂寞”，“傲岸”，“强悍”[8]。
- 短篇小说《在医院中》，发表于1941年11月15日《谷雨》杂志，也是根据真实故事改编的，借着一位新来苏区的护士的视角，描写了苏区医院里存在的“很多不合理的东西，落后的东西”[9]，但她学会了“在艰苦中成长”。这篇文章在整风运动中受到批判，被认为是“过分地使这个医院黑暗起来”，作者“站在小资产阶级知识分子的立场上”，“将个别代替了一般，将现象代替了本质”[10]。
- 杂文《“三八节”有感》，发表于1942年3月9日《解放日报》文艺栏，批评她认为在延安存在的一些对妇女不公平的负面现象：结婚後总是被人議論紛紛，有地位和没地位的生活差别太大，很多婦女被逼着退到幕後带孩子，甚至被离婚，希望大家对女性更多宽容，也希望女人自强。这部作品带来的反响最大，受到的批判也最严厉。[11]

1942年2月延安开始整风运动，运动的一部分是鼓励提意见，毛泽东在2月份发表的《反党八股》中说：“党八股的第二条罪状是：装腔作势，借以吓人。...鲁迅曾经批评过这种人，他说：‘辱骂和恐吓决不是战斗’。科学的东西，随便什么时候都是不怕人家批评的，因为科学是真理，决不怕人家驳。......从前许多同志的文章和演说里面，常常有两个名词：一个叫做‘残酷斗争’，一个叫做‘无情打击’。这种手段，用了对付敌人或敌对思想是完全必要的，用了对付自己的同志则是错误的”。
文艺界马上做出回应，当时丁玲是《解放日报》文艺栏编辑，这个栏目在3月左右发表了一系列负面批评的文章，认为当时延安存在等级制度、压制言论等现象，包括丁玲自己的《“三八节”有感》（3月9日），艾青的《了解作家，尊重作家》（3月11日），罗烽的《还是杂文的时代》（3月12日），王实味的《野百合花》（3月13、23日），萧军的《论同志之“爱”与“耐”》（4月8日）等。这些文章后来受到批判，虽然丁玲3月12日离职，但仍然受到牵连。毛泽东在3月31日讨论《解放日报》改版的一次讲话中批评了“绝对平均主义”，“小资产阶级的空想社会主义”，“冷嘲暗箭”的笔法。
4月25日，丁玲写了《风雨中忆萧红》，发表于6月《谷雨》，有些话看似在讲萧红，但都似乎有所影射，“抒发了因为《‘三八节’有感》被批判带来的一些苦闷”。“世界上什么是最可怕的呢，绝不是艰难险阻，绝不是洪水猛兽，也绝不是荒凉寂寞。而难于忍耐的确是阴沉和絮聒”，“听说连未死的胡风都有人证明他是汉奸，那么对于已死的人，当然更不必贿买这种无耻的人证了”，“鲁迅先生的“阿Q”曾被那批御用文人歪曲地诠释，那么《生死场》的命运也就难免于这种灾难。在活着的时候，你不能不被逼走到香港；死去，却还有各种污蔑在等着，而你还不会知道；那些与你一起的脱险回国的朋友们还将有被监视和被处分的前途。我完全不懂得到底要把这批人逼到什么地步才算够？猫在吃老鼠之前，必先玩弄它以娱乐自己的得意。这种残酷是比一切屠戮都更恶毒，更需要毁灭的”。
对丁玲等人的批判进一步深入。5月2日，毛泽东在《在延安文艺座谈会上的讲话》中讲到：文艺工作“有些什么问题应该解决的呢？”“立场问题。我们是站在无产阶级的和人民大众的立场。对于共产党员来说，也就是要站在党的立场，站在党性和党的政策的立场。”“态度问题。...比如说，歌颂呢，还是暴露呢？”“工作对象问题，”“文艺工作的对象是工农兵及其干部”，“最后一个问题是学习，我的意思是说学习马克思列宁主义和学习社会。”“马克思主义的一个基本观点，就是存在决定意识，就是阶级斗争和民族斗争的客观现实决定我们的思想感情。但是我们有些同志却把这个问题弄颠倒了，说什么一切应该从“爱”出发”。此后，报纸上对丁玲等人的批判文章大量涌现，特别是针对王实味。
6月11日，丁玲在中央研究院召开的“党的民主与纪律”座谈会上做了检讨，后来以《文艺界对王实味应有的态度及反省》为题刊登在《解放日报》上，检讨中说，《“三八节”有感》“这篇文章是篇坏文章”，“主要不对的地方是立场和思想方法”，“表现了我只站在一部分人方面说话而没有站在全党的立场说话”，隨著運動的開展她對王實味的批判愈加激烈，她寫道：“（王实味的问题）已经不是一个思想方法问题，而是一个动机的问题，是反党的思想和行为，是政治问题”。
1942年2月，丁玲与延安烽火剧社的社长陈明结婚，丁玲比陈明大13岁，这段关系遭受很多议论，但二人此后相濡以沫，一生相守。
1943年，在整风运动的深入开展和审干运动中，丁玲经受了极大的压力，她补充交代了在南京写的“条子”：“因误会被捕，生活蒙受优待，未经过什么审刑，以后出去后，不活动，愿家居读书养母...”，1944年夏天她回到陕甘寧邊區文化協會專職寫作。1945年，《复查小组对丁玲历史问题初步结论》中说：“据现在所有材料，国民党没有将丁玲所写字迹公布。...丁玲于1933年5月被捕后，写了悔过书的字条，并在南京拘留时间中与冯达同居，表现了政治上消极，失了气节，同国民党表示了屈服，其后在新的革命高潮影响下，于36年又回到革命阵营中来的经过情况，有材料可以证明没有国民党派遣的嫌疑。但在这时期思想上的严重毛病是否受到国民党逮捕后软化的影响，丁玲同志因自己深刻反省。整风后有进步”。这样，丁玲这次算是过关了。
1942年以后丁玲进入低沉期，直到1944年写了《田保霖》，受到毛泽东的称赞，才又开始了积极的创作。

### 在桑干河畔
1945年10月初，丁玲、杨朔、萧三和陈明（丁玲的丈夫）等作家从延安出发，徒步行军两千余里，于1945年11月底到达晋察冀边区首府张家口。丁玲住在《晋察冀日报》社，大部分时间致力于笔耕。1946年3月12日，综合性半月刊《北方文化》在张家口创刊，丁玲为编委，并在该刊发表了小说《我在霞村的时候》。4月24日，中华全国文艺协会张家口分会成立，丁玲为理事，任编辑出版部部长，负责出版文艺丛刊及丛书，并曾主编《晋察冀日报》副刊，还为副刊写了发刊词《创作漫谈》，随后又发表了长篇报告文学《陕北乡村三日杂记》、长篇文学评论《谈大众文学》。此外，丁玲还曾担任张家口文协机关刊物《长城》主编，编发了许多著名作家的作品。丁玲在张家口期间还到过宣化瓦窑厂体验生活，和陈明、逯斐等人共同创作了反映窑工斗争的大型话剧《“望乡”畔》，发表在《北方文化》第3期上。
1946年夏，关于土地改革的《五四指示》传达后，丁玲立即请求参加晋察冀中央局组织的土改工作队。7月底，和陈明、赵珂、赵路等4人到了怀来县、涿鹿县一带，曾在辛庄和东八里逗留过几天时间，于8月初离开东八里，渡过洋河和桑干河来到了隔河相望的涿鹿县温泉屯（《太阳照在桑干河上》书中为暖水屯），以土改工作队队员身份参加村里的土地改革。此时国共内战已经爆发，在内战逼人的形势下，要尽快完成土改，任务十分艰巨。晋察冀中央局不批准丁玲留下打游击。于是，她只有“抱着对于进攻张家口的军队异常愤恨的心情”，“也抱着对于敌后人民的热爱”，坐在乡亲们安排的一驾毛驴车上，到了蔚县西合营，又从蔚县返回张家口。这时，市区应撤人员几乎全部撤退，丁玲便随最后一批人撤出了张家口，最后到达阜平红土山，开始了《太阳照在桑干河上》的写作。该书于1948年6月完稿，1949年出版发行。忆及这部长篇小说的创作动机时，丁玲曾动情地写道：“由于我同他们一起生活过，共同战斗过，我爱这群人，爱这段生活，我要把他们真实地留在纸上。”

### 中华人民共和国时期
1949年后，先后任《文艺报》主编，中央文学研究所所长、中共中央宣传部文艺处长、中国作家协会党组书记、副主席、《人民文学》主编、中国文联党组副书记等职。
1951年，因《太阳照在桑干河上》获苏联国家奖文学二等奖。同年，推动了对作家萧也牧的大批判，萧也牧被称为“中华人民共和国成立后第一位被批判的作家”。
1954年，她当选第一届全国人大代表。9月，出席第一届全国人大第一次会议讨论宪法草案，期间并发言。
1955年1月中共中央批转中央宣传部《关于开展批判胡风思想的报告》，开始了对胡风反革命集团的大规模批判。
丁玲最早在1932年在左联认识了胡风，二人“一见如故”，此后当丁玲离开南京软禁到上海时，是胡风帮忙接待的，丁玲到陕北以后，也有书信往来，委托胡风办一些事情。丁玲对于文艺理论并不感兴趣，1949年以后，胡风受到很多批评，受到冷落，而丁玲则进入文艺界领导层，二人渐行渐远。胡风在1950年的一封信中提到丁玲：“在这当局文坛，她还是一个可以不存戒心谈谈的人，也可以说对我很好罢，但我也没有心情接近她”。
在批判胡风的运动中，丁玲和其他大部分文艺界人士一样，必须标明自己的态度，她写了批判文章《敌人从哪里来》，发表在1955年5月23日《人民日报》第三版，“胡风原来是一个披着马克思主义外衣，装着革命的小资产阶级知识分子，混在我们里面，口称“朋友”，实际包藏着那末阴暗的、那末仇视我们的、卑视我们的、恨不能把我们一脚踩死的恶毒的心情，进行着组织活动的阴谋野心家。...我们怎么也没有想到他时刻都捉摸要用橡皮包着钢丝打囚徒的鞭子来打同他握手的人。这样血淋淋的心，这样凶狠毒辣地对待我们，只有阶级敌人才做得出来”。这样的措辞跟别人的批判文章相比是很正常的，未见收入丁玲的任何一部文集。
很快，丁玲本人也受到了批判，1955年7月，陆定一写了《中共中央宣传部关于中国作家协会党组准备对丁玲等人的错误思想作风进行批判的报告》，“作家协会的刘白羽、阮章竞两同志...根据一些同志揭发的事实和从胡风反革命集团的口供中发现的一部分材料，认为丁玲同志自由主义、个人主义的思想作风是极严重的”。8月，被定为“丁玲、陈企霞反党小集团”主要成员，受到周扬带领的批判，12月6日被开除党籍，1957年大規模反右開始之後丁玲因為在延安簽發王實味“野百合花”被定為右派，1958年2月被取消全国人民代表大会代表资格
1958年1月26日出版的《文艺报》，刊出《再批判》特辑，毛泽东亲自改定的编者按，回顾对这些文章的批判，多次点名批评丁玲：“再批判甚么呢？王实味的《野百合花》，丁玲的《三八节有感》，萧军的《论同志之“爱”与“耐”》，罗烽的《还是杂文的时代》，艾青的《了解作家，尊重作家》，还有别的几篇。上举各篇都发表在延安《解放日报》的文艺副刊上。主持这个副刊的，是丁玲、陈企霞。丁玲的小说《在医院中时》，是1941年发表在延安文艺刊物《谷雨》上的，次年改题为《在医院中》，在重庆的《文艺阵地》上重新发表。王实味、丁玲、萧军的文章，当时曾被国民党特务机关当做反共宣传的材料，在白区大量印发。萧军、罗烽等人，当时和丁玲、陈企霞勾结在一起，从事反党活动。丁玲、陈企霞等人在此后的若干年中进行了一系列的反党活动，成为屡教不改的反党分子。丁玲、陈企霞、罗烽、艾青是党员。丁玲在南京写过自首书，向蒋介石出卖了无产阶级和共产党。她隐瞒起来，骗得了党的信任，她当了延安《解放日报》文艺副刊的主编，陈企霞是她的助手。罗烽、艾青在敌人监狱里也有过自首行为。这些文章是反党反人民的。一九四二年，抗日战争处于艰苦的时期，国民党又起劲地反共反人民。丁玲、王实味等人的文章，帮助了日本帝国主义和蒋介石反动派。上述文章在延安发表以后，立即引起普遍的义愤。延安的文化界和文艺界，针对这些反党言论展开了严正的批判。”
1958年6月，丁玲和丈夫陈明被下放到北大荒，中间得到王震的许多帮助，文革期间受到更多的批斗，1970年4月被关入北京秦城监狱，使她免遭更多的折磨，1975年10月出狱，分配到山西，生活算是稳定下来。
1979年1月，丁玲回到北京，5月摘掉右派帽子，恢复党籍。1984年对丁玲在南京被捕的历史问题认定为“只是为了应付敌人”，彻底恢复名誉。
1986年3月4日，丁玲在北京病逝。

## 争议

### 是否是李自成后代
有一种说法，认为丁玲是李自成之后，据丁玲儿子蒋祖林说，“从清初到民国，蒋氏家族中丁玲这一支...世代相传，说：‘我们实乃李自成之后裔’”，丁玲在1985年讲：“安福蒋家是否为李自成后代，我幼时也曾听到一点传说，但印象中并无定论……1982年我回湖南一趟，在家乡临澧县政府看到一套蒋氏族谱十余本，从第一代记述九十余代，包括到我的父母及我自己。记述到我和我父母、外祖的史事与我所经历和知道的都属实无误。这族谱一直记到1948年。根据这族谱的记载，我一点看不出我和李自成有什么血缘关系”。

### 与毛泽东一次单独谈话的真伪
杨桂欣曾在一篇文章中转述丁玲的回忆说“让我最后悔的，还是在中宣部当文艺处长的时候……跟她（江青）一起去中南海，和毛主席一起吃饭……主席先问我对周扬的看法……我一个劲儿说着，全都是说周扬的缺点……毛主席突然问我：‘周扬总还是有些优点吧？！’我真后悔自己不会做人……”。2001年2月13日，丁玲的丈夫陈明首次对这一记述公开予以否认。

## 作品
《太陽照在桑乾河上》是丁玲代表作品之一，曾獲斯大林文藝獎金。

### 小说
- 〈梦珂〉1927年12月《小说月报》
- 〈莎菲女士的日记〉1928年2月《小说月报》
- 《在黑暗中》 开明书店 1928年10月。〈夢珂〉〈莎菲女士的日記〉〈暑假中〉〈阿毛姑娘〉〈最後一頁（後記）〉
- 《自杀日记》上海光华书局，1929。〈潛來了客的月夜〉〈自殺日記〉〈慶雲裡的一間小房裡〉〈過年〉〈歲暮〉〈小火輪上〉
- 《一個女人》，短篇小說集，上海書華書局，1930。〈一個女人和一個男人〉〈他走後〉〈日〉〈少年孟德的失眠〉（胡也頻）〈在一個晚上〉（胡也頻）〈野草〉
- 《韦护》长篇小说, 取材于好友王剑虹与瞿秋白之间的恋爱故事，1929
- 《一個人的誕生》，短篇小說集，上海新月書店，1931
- 《水》，短篇小說集，上海湖風書局，1931。〈水〉〈田家沖〉〈一天〉〈從夜晚到天亮〉〈年前的一天〉
- 《夜會》，短篇小說集，上海現代書局，1933。〈某夜〉〈法網〉〈消息〉〈詩人亞洛夫〉〈夜會〉〈給孩子們〉〈奔〉
- 《母亲》，長篇小說（未完稿），上海良友图书公司，1933。
- 《意外集》，上海良友圖書，1936。〈自序〉〈松子〉〈一月二十三日〉〈陳柏祥〉〈八月生活——報告文學試寫〉〈團聚〉〈莎菲日記第二部〉〈不算情書〉〈楊媽的日記〉
- 《一顆未出膛的槍彈》，小說散文，生活書店，1938。〈到前線去〉〈南下軍中的一頁日記〉〈彭德懷速寫〉〈警衛團生活一斑〉〈一顆未出膛的槍彈〉〈東村事件〉〈最後一頁〉
- 《一年》，散文（西北戰地服務圖書之一），生活書店，1939。
- 〈我在霞村的时候〉，短篇小說，1941年6月《中国文化》
- 〈在医院中〉短篇小说， 1941年11月15日《谷雨》杂志
- 《我在霞村的时候》，短篇小說集，遠方書店，1944。〈新的信念〉〈縣長家庭〉〈入伍〉〈我在霞村的時候〉〈秋收的一天〉〈壓碎的心〉〈夜〉
- 《陝北風光》，新華書店，1948
- 《太阳照在桑干河上》长篇小说，1948年6月完稿，1949年出版，1951年获奖

### 散文
- 《彭德怀速写》散文1937年2月3日《新中华报》
- 《“三八节”有感》杂文，发表于1942年3月9日《解放日报》
- 《跨到新时代来》1951人民文学出版社
- 《欧行散记》1951人民文学出版社
- 《延安集》1954人民文学出版社
- 《到群众中去落户》1954作家出版社
- 《生活•创作•修养》1981人民文学出版社
- 《生活•创作•时代灵魂》1981湖南人民出版社

### 文集
- 《丁玲選集》，蓬子編，上海天馬書店，1933。
- 《丁玲文集》，馮雪峰代選，上海開明書店，1947。〈後記〉（馮雪峰撰）
- 《丁玲短篇小说选》上下，1981人民文学出版社
- 《丁玲中篇小说选》四川人民出版社1981
- 《丁玲散文集》人民文学出版社1980，百花文艺出版社1982-10
- 《丁玲戏剧集》中国戏剧出版社1983
- 《丁玲文集》共10卷，湖南人民出版社  1982
- 《丁玲全集》共12卷，河北人民出版社  2001-12

### 研究
- 《丁玲研究資料》。袁良駿（編），中國現代文學史資料匯編（乙種）。天津人民出版社，1982。
- 《丁玲研究在國外》長沙：湖南人民出版社，1985年3月出版。
- Yi-tsi Mei Feuerwerker. Ding Ling’s Fiction: Ideology and Narrative in Modern Chinese Literature. Harvard University Press. 1982.
- 梅仪慈，《丁玲的小说》。廈門大學出版社，1992
- 中国丁玲研究会

## 家庭

### 长辈

#### 父系
- 曾祖父蒋徵瑞，清道光二十九年（1849年）考中进士，后以二品官衔督办财赋。
- 祖父蒋定礼，早年考取拔贡，后任补知府。
- 父亲蒋保黔（1877年—1908年），字浴岚，早年考取秀才，后留学日本，因病辍学回国，于丁玲4岁时去世。[24][25]

#### 母系
- 外祖父余泽春，早年考取拔贡，曾在云南多地任知府。
- 母亲余曼贞（1878年—1953年），后改名蒋胜眉，字慕唐，先后就读于常德女子速成师范学校、湖南省立第一女子师范学校，毕业后先后就职于常德桃源女校、常德女子高级小学，并创办常德县女子俭德会、常德平民女子工读小学，1953年病逝于北京。丁玲首部长篇小说《母亲》主人公“曼贞”与其母同名，并以其为原型。
- 三舅余笠云，余曼贞之三弟，与丁玲父亲蒋保黔为赴日留学时的同学，丁玲跟随母亲在其家中陆续居住六年左右，期间曾为丁玲强定与表兄余伯强的婚约，丁玲坚拒并于1922年离开余家，发文痛斥其为“豪绅”。[24][25]

### 丈夫、后代
- 丈夫胡也频（1903年5月4日—1931年2月7日），原名胡崇轩，福建福州人，籍贯江西新建，左联五烈士、龙华二十四烈士之一。1925年与丁玲结婚至其被害。
  - 儿子蒋祖林（1930年11月8日— ），原名胡小频，为躲避国民党对胡也频的追捕改随母亲姓蒋。[26]
    - 孙女胡延妮，曾任摩托罗拉公司驻中国代表。
      - 曾孙女艾莉、罗拉、莎菲[27]
- 冯达（1906年—1990年8月24日），1931年至1934年与丁玲同居，原为中共党员、中国左翼社会科学家联盟盟员，曾担任美国左翼记者史沫特莱的秘书。与丁玲一同被捕并软禁数年后，1934年进入国民党机关担任翻译工作，国府迁往台湾后赴台，曾在國立政治大學國際關係研究中心工作。丁玲去世及台湾解严后，曾多次与女儿蒋祖慧通信，表达对丁玲的思念与悔意。1990年临终时，经中国国务院侨办主任廖晖协调，蒋祖慧曾赴台看望，系其与蒋祖慧第一次见面。[28]
  - 女儿蒋祖慧（1934年10月3日— ），中国芭蕾舞剧编导，曾任中国舞蹈家协会理事。
    - 外孙周欣，清华大学附属中学朝阳学校语文教师，“丁玲爱心支教团”发起人。[29]
- 丈夫陈明（1917年2月11日—2019年5月20日），原名陈芝祥，江西鄱阳县人。1942年与丁玲结婚至丁玲去世。曾任中国丁玲研究会顾问、中国延安文艺学会会长等。

## 评价
- 夏志清（《中國現代小說史》）：“三十年代丁玲的声望，仅次于茅盾、老舍、巴金诸人，我审读她那时的作品，实在一篇也说不上是佳作。”
- 沈从文：“能给朋友的是亲切洒脱。她既不习惯使用脂粉，也缺少女性那分做作。她待人只是那么不可形容的爽直，故朋友相熟略久，就似乎极容易忘掉了她是个女人。然而从另外一方面说来，则凡属于一个女子某种美德，她却毫无缺处。她亲切却不狎亵。她爽直并不粗暴”。[30]
- 毛泽东：“昨天文小姐，今日武将军”。[31]